# Littératie
La littératie, ou lettrure, est définie par l'OCDE comme « l'aptitude à comprendre et à utiliser l'information écrite dans la vie courante, à la maison, au travail et dans la collectivité en vue d'atteindre des buts personnels et d'étendre ses connaissances et ses capacités ». Cette notion va donc au-delà de la lecture-écriture désignée par les termes de lettrisme ou littérisme, dans leurs acceptions officielles en France,. La présente notion implique de pouvoir communiquer au quotidien à l'écrit autant qu'à l'oral, pour interagir autant dans les sphères personnelle, familiale, socioculturelle que professionnelle.
Définie dans le cadre où l'on accède à l'information écrite, tout comme à celle transcrite numériquement, via une informatique connectée à l'Internet, la littératie informationnelle est considérée comme une qualification utile dans les sociétés industrielles.
Elle fait partie du domaine des compétences relationnelles et englobe généralement de multiples aptitudes qui permettent à chaque individu d’agir de façon efficace et responsable dans des tâches de traitement des informations en prenant en compte les facteurs contextuels. Ces facultés se réfèrent à tous les aspects d'une reconnaissance critique d'un besoin en informations, de leur localisation et organisation ou encore de leur sélection précise par le moyen de l'analyse et de l'évaluation ainsi que par leur conception et présentation en conformité d’objectifs clairement définis. Le rôle de la compétence informationnelle reste flou ; mais elle correspondrait à l'aptitude des individus et des groupes à faire le meilleur usage de l'information. Car si l'information est mal exploitée ou pas utilisée, c'est certainement parce que beaucoup d'usagers n'ont pas une « culture de l'information » appropriée.[réf. nécessaire]
Il existe différents autres types de littératie, qui présentent parfois des similitudes mais aussi de fortes divergences.
La littératie médiatique est considérée comme étant l'ensemble des compétences qui caractérisent un individu capable d'évoluer de façon critique dans l'environnement médiatique contemporain. Des compétences en littératie médiatique sont requises pour pouvoir travailler sur divers objets médiatiques, tels que les réseaux sociaux. Elle est construite au moyen de l'éducation aux médias.
L'avènement du numérique, et par extension du web 2.0, est par ailleurs l'occasion de s’interroger  sur ce qu'est la littératie numérique : même s'il n’existe pas de définition à proprement parler, la littératie numérique correspond à la maîtrise de savoirs, de capacités et d'attitudes propres au domaine des technologies numériques (ordinateurs, tablettes, smartphones). Elle inclut la littératie informatique. Il s'agit de l'une des facettes de la littératie qui, de plus en plus, est l'objet d'études et d’interrogations, allant même jusqu'à la proposition d'un enseignement en France.
Ces différentes littératies (informationnelle, médiatique, informatique, numérique) convergent dans la translittératie. Cette notion peut être comprise comme étant la capacité de lire, écrire et interagir grâce à une variété de plateformes, d'outils et de moyens de communication : l'écriture, la télévision, la radio, les réseaux sociaux…
D'autres types de littératies sont envisagés par ailleurs, mettant en jeu l'esprit critique, la recherche en bibliothèque et sur internet ou encore la littératie physique.

## Terminologie

### Origine du concept
Alors que le terme lettrure s’appuie sur un terme rare mais avéré dès le Moyen Âge en langue française, celui de littératie  provient d’un calque de l’anglais literacy où il désigne initialement la notion d’alphabétisme, dont l’usage explose à partir de 1980.
En anglophonie, le concept a été dérivé dans l'expression information literacy, en partant du principe qu'il était aussi important de savoir trouver, critiquer et utiliser l'information dans la société de l'information que de savoir lire et écrire dans la société industrielle. C'est en 1989 que cette expression va être officialisée par la définition qu'en donne l'American Library Association: « Être compétent dans l'usage de l'information signifie que l'on sait reconnaître quand émerge un besoin d'information et que l'on est capable de trouver l'information adéquate, ainsi que de l'évaluer et l'exploiter. ».
En Allemagne aussi, influencée par des rapports en provenance des États-Unis et de l'Angleterre, commençait un changement à l'intérieur des institutions bibliothécaires à partir des années 1970, marquées par des réformes du système de l'éducation et par l'augmentation du nombre d'étudiants. Ce changement était caractérisé par une forte orientation en faveur des utilisateurs des bibliothèques qui, elles, avaient l'objectif de transmettre à leurs clients à travers des formations structurées, des connaissances plus approfondies sur l'utilisation et les conditions d'accès des instruments de travail et des catalogues. L'importance de cette plus grande maîtrise des informations a été également reconnue dans d'autres domaines. Ainsi en 1974, dans le cadre de la recherche sur les professions et sur le marché de travail, Dieter Mertens qualifiait cette compétence comme une qualification-clé.
C'était au cours des années suivantes que plusieurs travaux de recherche prônaient un élargissement de la formation des utilisateurs. Malheureusement, trop peu de ces projets de recherche avaient pu être réalisés car les bibliothèques se voyaient confrontées, dans les années 1980, au coût des nouvelles tâches utilisant l'outil informatique, et au manque de personnel qualifié. 
C'est seulement au cours des années 1990 que de nombreuses initiatives dans le domaine de la compétence informationnelle recommençaient à se faire sentir dans un contexte du développement de l'internet et de la mise en réseau des places de travail. Des recherches plus récentes ne s'en réfèrent plus seulement à des bibliothèques et s'ouvrent à d'autres contextes et domaines de la vie quotidienne. Dans les bibliothèques américaines, les standards de compétence informationnelle sont appliqués aux étudiants. En Allemagne, une étude commandée par le ministère de l'éducation et de la recherche (BMBF) est consacrée à la compétence informationnelle dans les universités et grandes écoles. Cette étude, publiée en 2001, appelée SteFi (étudier avec des informations spécialisées électroniques) demande une plus grande intégration de l'enseignement d'une compétence informationnelle dans l'enseignement supérieur. À la même période, le conseil scientifique en était venu aux mêmes résultats dans une de ses publications et il recommande, en dehors d'une mise à la disposition améliorée et plus efficace des informations numériques à l'enseignement et de la recherche, une plus grande coopération entre les centres d'informations et des compétences à l'intérieur des grandes écoles. À la suite des enquêtes PISA -- très discutées en France --, l'OCDE définit aussi les compétences dans le domaine de l'utilisation et de l'organisation des connaissances et des informations comme une qualification-clé pour la réussite de la vie. 
C'est en 2006 que des « Standards d'une compétence informationnelle pour étudiants » ont été adoptés pour la première fois par le groupe de travail des bibliothèques scientifiques dans l'état fédéral de Baden-Würtemberg. Ces standards offrent une base à la poursuite du développement des activités de formation dans le domaine bibliothécaire ainsi qu'à l'intégration de curricula spécialisés des différentes matières. Aux États-Unis des standards spécifiques pour les différentes matières relatives existent déjà  en partie, comme Information Competencies for Chemistry Undergraduates (Compétences spécialisées en informations pour étudiants) de l'association des bibliothèques spécialisées en chimie.

En 2008, l'UNESCO publie un document important sur la compétence informationnelle,.
De plus, le mois d'octobre 2009 a été choisi comme mois de la conscience de l'importance de l'information (Information Awareness Month) par le président américain Barack Obama.

### Recherches d'équivalents français
C'est d'abord l'expression information literacy qui a été introduite comme anglicisme en français. Jusqu'à présent, aucun équivalent français ne s'est encore imposé. En effet, on parle en français d'« illettrisme », qui traite la question en termes de manques (les illettrés auraient désappris la lecture et l'écriture) et porte en soit un aspect péjoratif, qui serait l'équivalent de l'anglais illiteracy. Mais l'expression « lettrisme » est liée à un mouvement artistique du XXe siècle et ne pourrait être utilisée sans ambiguïté.
Plusieurs termes ont été proposés :
- Le terme de « littérisme », proposé au Journal officiel de la République française en 2005[14] comme équivalent "étranger" à literacy. Sa définition, reprise dans le B.O du ministère de l'éducation nationale et de la recherche du no  37 du 13 octobre 2005 évoque bien la notion de compréhension et de communication mais est néanmoins restreinte aux médias traditionnels de l'éducation que sont la lecture et l'écriture :

littérisme, n.m.
Domaine : Éducation.
Définition : Capacité à lire un texte simple en le comprenant, à utiliser et à communiquer une information écrite dans la vie courante.
Note : Ce terme est l’antonyme d’illettrisme, qui ne doit pas être confondu avec analphabétisme.
Équivalent étranger : literacy.
- Alphabétisation informationnelle
- Culture de l'information (ce terme est recommandé par le Grand dictionnaire terminologique de la langue française[15] de l'Office québécois de la langue française)
- Compétence informationnelle
- Infocompétence
- Maîtrise de l'information
- Certains sites et certains ouvrages comportent le terme de littératie numérique.
- Des chercheurs ont proposé de réactiver le terme d'ancien français lettrure [16], qui a le même sens que literacy. Celui-là permettrait de forger une expression comme lettrure informationnelle pour traduire Information literacy.
- La définition de l'OCDE retient littératie.

## Capacités implicites
La compétence informationnelle dépend toujours des facteurs à la fois internes et externes. Parmi les facteurs internes pouvant avoir une importance, on peut par exemple citer les connaissances spécialisées et la connaissance des langues, la créativité ou les ambitions individuelles d'une personne. En revanche, comme facteurs extérieurs, on peut penser à la culture, à la société, aux différentes formes d'informations, au développement technique et au statut social. Le développement individuel de la compétence informationnelle est donc également tributaire de tous ces facteurs.

### Faculté de reconnaître un besoin en informations
En général, la recherche des informations est précédée par la prise de conscience d'une personne qui estime que ses connaissances dans certains domaines sont insuffisantes pour résoudre un problème donné, une tâche précise ou pour donner une réponse précise à une question posée. Cette prise de conscience est à l'élément déclencheur de la motivation aux actions suivantes.

### Capacité de localiser des informations
Pour rechercher des informations précises, il faut mettre en place une stratégie de recherche comportant au préalable l'analyse et la désignation précise du besoin, mais aussi la sélection des concepts essentiels (et de leurs synonymes) ou bien la détermination des domaines thématiques à un niveau supérieur, ainsi que l'identification des sources d'informations appropriées. Il pourrait s'agir, par exemple, des bibliothèques, des archives ou bien de l'internet mais aussi d'une enquête parmi des personnes ou auprès d'institutions qualifiées. Pour l'orientation à l'intérieur de ces espaces d'informations différemment structurés, il existe des aides (Findmittel), ou encore des systèmes de recherche comme des catalogues bibliothécaires, des banques de données et des machines de recherche informatisées. Ainsi, est-il possible par l'apport des machines de recherche et des banques de données dans l'internet, par exemple, de réduire ou d'exclure certains concepts lors de la recherche ou de les connecter pour définir encore plus précisément un domaine de recherche.

### Capacité d'organiser des informations
Cette capacité peut englober la maîtrise des techniques diverses de structuration comme le clustering et le mind-mapping, des méthodes précises du traitement approfondi d'informations ainsi que des stratégies de leur gestion et de leur sécurisation appropriées. Le traitement de la problématique peut être réalisé sous la perspective de la transparence ou de la réduction du thème, et s'avère capital quand un très grand nombre de sources d'informations ou de médias utilisés risque d'entrainer une désinformation.

### Capacité d'une sélection précise d'informations
Les informations trouvées ne sont pas toujours appropriées pour être traitées et approfondies, parce que leurs sources diffèrent sous plusieurs aspects. Une analyse de leurs points communs, leurs ressemblances et différences en structure et contenu, ainsi qu'une évaluation par rapport à des critères comme la crédibilité, la fiabilité, l'actualité, l'auteur et les groupes cibles, s'avèrent comme conditions préliminaires et adéquates pour cette sélection. Ainsi est-il possible de séparer ce qui a de l'importance de ce qui n'en a pas, de distinguer entre ce qui peut être vrai de ce qui ne l'est peut-être pas ou qui n'est simplement pas digne de confiance, de faire la différence entre ce qui est actuel et ce qui ne l'est plus, afin de pouvoir trouver de manière efficace la solution à une difficulté donnée ou une réponse à une question posée.

### Faculté de la conception et d'une présentation efficace
Pour communiquer des informations de manière précise, il est nécessaire de les adapter au groupe-cible à qui elles s'adressent. Tous les aspects du processus de la communication doivent être orientés en fonction d'une direction déterminée et d'un groupe-cible. La multiplicité des possibilités de réalisation technique a, dans tous les domaines de la vie, gagné de l'importance, mais les échanges et le transfert des informations par la communication verbale gardent toujours leur importance primordiale. La maîtrise de capacités rhétoriques ainsi que des connaissances en matière du droit d'auteur et des règles de citation parfois spécifiques aux différentes spécialisations est donc une nécessité.

## Directives en bref
La littératie, au sens de l'OCDE, reflète la capacité à résoudre des problèmes à partir d'informations données. Il n'y a aucun intérêt à mesurer cette capacité à partir d'informations fausses. La validité des informations est assumée, comme dans un problème d'arithmétique donné à une classe d'école. Les problèmes donnés par l'OCDE pour évaluer les compétences en littératie sont du même ordre, similaires aux tests de quotient intellectuel, mais plus précis et directement utilisables (comme la capacité de trouver une réponse par une recherche Internet).
En recevant une information (journalistique ou sujette à débat), les lecteurs peuvent se poser les questions suivantes et essayer d'y donner une réponse 
- Qui est-ce qui le dit ? (La personne, a-t-elle des intérêts personnels ? Lesquels ?...).
- Comment est-ce qu'il/elle le sait ? (Qu'est-ce qui fait d'elle/de lui un expert ? D'où tient-elle/il ses connaissances ?).
- Qu'est-ce qui fait défaut ? (Quelles sont les informations que je n'ai pas reçues ? Est-ce que tous les éléments ont été pris en compte et communiqués ?).
- Qu'est-ce qui a changé ? (Qu'est-ce que l'information change ? Qu'est-ce qui est différent par rapport à avant ?).
- Est-ce que c'est raisonnable et a un sens ? (réduction ad absurdum)

S'il n'est pas possible de répondre suffisamment à toutes les questions, ils peuvent conclure qu'un besoin en informations existe.

## Compétences avoisinantes
Étant donné que la compétence informationnelle constitue beaucoup plus un moyen intellectuel qu'un objet concret ou plus qu'une quantité mesurable, il est difficile de la distinguer des autres compétences. Celles-ci sont d'ailleurs très souvent confondues et mises au même rang de base, ainsi donc considérées comme des compétences partielles. Les compétences spécifiques suivantes sont souvent associées à une compétence informationnelle :
- Compétence de lecture : capacité de comprendre des textes écrits, de les utiliser et d'y consacrer des réflexions.
- Compétence de l'écriture : capacité d'exprimer ses pensées à travers l'écriture et de communiquer ainsi avec d'autres personnes.
- Compétence de représentation graphique (Visual Literacy) : capacité de « lire » ou d'analyser le contenu d'une image, d'un graphe, d'un diagramme ou d'une carte géographique pour en tirer de l'information en contexte, associée ou non à son titre ou à sa légende.
- Compétence à utiliser les bibliothèques (Library Literacy) : capacité d'utiliser des bibliothèques et de savoir se servir de ses prestations.
- Compétence communicative : capacité de recevoir, de comprendre et d'émettre des communications significatives et adaptées à une situation donnée.
- Compétence des médias (Media Literacy) : capacité d'utiliser les médias et de s'en servir de manière efficace en fonction des objectifs et besoins personnels.
- Compétence en informatique (Computer Literacy) : capacité de se servir des techniques informatiques et d'utiliser activement, par exemple, l'ordinateur avec des logiciels d'application comme un outil.
- Compétence numérique (Digital Literacy) : capacité de comprendre et d'appliquer des informations présentées dans différents formats par des ordinateurs ou tout autre appareil numérique.
- Compétence de l'Internet (Internet Literacy) : capacité d'utiliser l'Internet et de connaître ses concepts essentiels ainsi que son fonctionnement.
- Littératie des données ou culture des données (Data Literacy)

## Compétences correspondantes
Cinq « niveaux de littératie » ont été définis : le niveau 1 correspond au niveau de l'école primaire, le niveau 2 au collège secondaire, le niveau 3 au lycée, les niveaux 4 et 5 correspondent aux niveaux universitaires (post-bac).
Au-delà de cette classification on peut concevoir le terme de littératie comme étant la capacité d'une personne à comprendre et à utiliser les documents littéraires et scientifiques, puis à les intégrer dans ses pratiques et ses comportements personnel, professionnel et social. C'est le concept que doit mettre en œuvre l'« honnête homme » de son époque (au sens du XVIIe siècle), lequel doit donc être aussi capable de « contrôler le langage savant ».
L'utilisation optimisée des ressources numériques (informatiques) et en particulier de l'Internet (moteurs de recherche, mots-clefs, fils RSS, vérification et croisement des informations, forums...) s'ajoute aux sources littéraires et scientifiques traditionnelles. Cependant, l'Information Literacy dépasse la seule éducation à l'information et ne s'adresse pas uniquement aux publics scolaires et universitaires.
Une personne qui possède ces compétences :
- sait qu'une information adéquate, pertinente et suffisamment complète est à la base d'une bonne prise de décision ;
- sait reconnaître les besoins d'information ;
- sait formuler des questions adéquates ;
- sait identifier les sources potentielles d'information nécessaires ou manquantes ;
- sait utiliser des stratégies de recherche efficaces ;
- a accès aux sources d'information, y compris numériques ;
- sait critiquer en contexte le contenu d'information ;
- sait organiser l'information pour son application pratique ;
- sait intégrer les nouvelles informations dans un corpus existant de connaissances.

## Littératie numérique chez les adolescents
La littératie numérique n'est pas seulement la maîtrise des compétences en matière de pratiques numériques. Cette notion questionne ce que le numérique a changé chez les individus, notamment chez les adolescents. Mark Prensky est le créateur des termes digital native (enfant du numérique) et digital immigrant (immigrant du numérique) qui renvoient tous les deux à la notion de littératie numérique : un digital native est une personne qui est née dans le digital age, tandis qu'un digital immigrant maîtrise le numérique de manière plus tardive, ayant dû se familiariser avec lui.
L’utilisation du numérique par les digital natives concerne principalement la communication (pour les plus jeunes) ou les loisirs (pour les jeunes adultes). Leurs usages se caractérisent par un fort taux et temps de connexion et une forte assiduité. Les jeunes générations fonctionnent par réseau / communauté, ainsi la relation devient une valeur en soi, un outil de construction identitaire oscillant entre rattachement au groupe et différenciation. Cette observation est également confirmée par l'étude JAMES, menée en Suisse en 2012 auprès d'un grand nombre d'adolescents et portant sur leur comportement face aux médias. D'après cette étude, les réseaux sociaux jouent un rôle clé dans l'apprentissage des interactions relationnelles et affectives entre les adolescents mais aussi dans l'apprentissage de la recherche d'information. Ce sont véritablement des espaces rituels initiatiques où les jeunes se construisent et progressent par essais et erreurs. Néanmoins, ces réseaux sociaux peuvent être le lieu d'expériences négatives. C'est pourquoi Olivier Le Deuff préconise de les intégrer dans l'enseignement autant comme objets que comme outils d'étude. Le chercheur nuance d'ailleurs la notion de digital natives en lui substituant celle de digital naives.
En matière de recherche d'information, les pratiques juvéniles revêtent une très grande diversité. Si beaucoup de jeunes disent ne pas se sentir perdus sur le web, l'étude de leurs pratiques révèle qu'une grande majorité adopte des comportements restrictifs, en ne visitant, par exemple, qu'un nombre limité de sites sur lesquels ils se sentent en terrain connu. D'autres jeunes usagers évoquent, face à la multitude d'informations reçues, leur incapacité à savoir lesquelles sont pertinentes par rapport à l'objet de leur recherche. Certains, encore, ont des difficultés de lecture, soit tenant à la structure du document en ligne, soit liées au niveau de langage des pages utilisées.
Ainsi, le fait d'être des digital natives ne semble pas, dans les faits, devoir conférer aux jeunes utilisateurs des compétences numériques réelles. De plus, l'origine sociale des adolescents apparaît comme un facteur discriminant, les jeunes issus de milieux défavorisés ayant plus de difficultés face à la complexité de l'environnement numérique. Marc Prensky est revenu sur cette notion, autour d'une nouvelle approche : celle d'une sagesse numérique qu'il convient d'enseigner à tous.
Des chercheurs proposent des pistes de réflexion pour que les jeunes usagers, à travers les formations qui leur sont dispensées dans le cadre scolaire, deviennent des citoyens véritablement éclairés, capables de tirer le meilleur parti de l'environnement numérique. Anne Cordier a réfléchi, dans le cadre de sa thèse en 2012, aux formations dispensées par des professeurs-documentalistes à des élèves de collège. Elle a remarqué que les enseignants avaient tendance à encadrer leurs pratiques au détriment de pratiques personnelles et pouvaient se cantonner à des approches méthodologiques. Le défaut de cet apprentissage étant selon elle, qu'il ne forme pas les élèves à s'adapter à un monde numérique en perpétuel devenir et ne les prépare pas plus largement à leur vie d'adulte. Elle préconise que les sciences de l'information et de la communication soient le socle qui sert de base à des formations plus structurantes que modélisantes.

Logo utilisé pour représenter le domaine de la santé partout à travers le monde.

## Littératie en matière de santé
La littératie en santé fait référence à quatre (4) catégories ; la capacité à accéder à de l’information, la capacité à comprendre de l’information sur la santé et lui donner un sens, la capacité d’interpréter l’information et la capacité à prendre des décisions éclairées.
Elle représente un défi pour les personnes ayant un niveau faible en littératie. La littérature en santé est souvent complexe et longue. Les personnes souffrant d’un moins bon niveau de littératie se fatiguent plus rapidement, sont moins familières avec les termes scientifiques, ont souvent un faible niveau de numératie, ne comprennent pas le deuxième degré qu’il peut y avoir dans un texte, etc.
Un niveau faible de littératie en santé peut être expliqué par plusieurs facteurs ; la faible scolarité, des difficultés à lire et à écrire, des différences culturelles, une langue maternelle différente de l’anglais ou le français (au Canada), etc.
Les conséquences d’un manque de littératie en santé peuvent être graves pour la santé d’une personne. En effet, par crainte de se faire ridiculiser parce qu’elles ne comprennent pas les termes utilisés par les médecins, ces personnes peuvent avoir peur d’aller chercher de l’aide. Pour la même raison, ces personnes peuvent ne pas poser leurs questions, qui concernent leur état de santé. De plus, les termes compliqués utilisés dans les rapports médicaux peuvent encourager les gens à se tourner vers Internet pour avoir des réponses plus simples ou encore se fier à leurs proches. Cela peut être dangereux pour une personne qui a besoin d’une attention médicale particulière.

## Littératie à la petite enfance

### Origine et définition du concept
Le concept de littératie à la petite enfance a d’abord été défini par Marie Clay, chercheure en littératie éducative, en 1966. Clay utilise le terme anglais emergent literacy qu’elle décrit comme l’ensemble des comportements chez les très jeunes enfants qui démontrent leur compréhension de la lecture et de l’écriture. Dans un second temps, le concept se développe avec les recherches de Bill Teale (en) et Sulzby en 1986. Leurs conclusions supportent l’idée d’un développement de compétences tout au long de la petite enfance à la manière d’un continuum. Selon Teale et Sulzby, le développement de la littératie débuterait avant l’école primaire et se définit comme l’ensemble des connaissances, des compétences et des attitudes développés par l’enfant qui sont reliés à la lecture et à l’écriture.
Depuis les recherches de Teale et Sulzby, plusieurs modèles apparaissent notamment le modèle de Goodman (1986), le modèle de McCormick et Mason (1986) ou encore le modèle de Strommen et Mates (2000). Ces derniers s’entendent sur le développement progressif de la littératie à la petite enfance.

Plus récemment, d’autres chercheurs ont proposé des définitions au concept. Le chercheur Terry Gould définit la littératie à la petite enfance comme toutes les formes de communication chez les tout-petits (écouter, parler ou chanter, lire, écrire). Weigel, Sally et Lowman, quant à eux, proposent que la littératie à la petite enfance soit définie comme l’ensemble des apprentissages qui permettront aux enfants d’écrire et de lire.

### Développement de la littératie à la petite enfance
La petite enfance est un moment crucial pour le développement de la littératie. Cette période débute à la naissance et se termine à l’âge de 5 ans. Les capacités de lecture et d’écriture dépendent du développement graduel de certaines compétences en bas âge.

#### La compréhension des symboles
Les symboles sont définis comme les images, les photographies, les lettres, les formes ou les couleurs que l’enfant rencontre dans son environnement dès sa naissance. Afin d’apprendre la lecture et l’écriture, progressivement, il associe ces symboles à un sens. Il comprend que l’image représente une chose ou une action,.

#### Les habiletés de manipulation d’un livre
Il s’agit des compétences pratiques de manipulation d’un livre.  L’enfant devient capable de reconnaître un livre, de le tenir à l’endroit, de savoir où le livre débute, de savoir comment tourner les pages. Il est aussi en mesure de pointer ou de verbaliser des lettres ou des mots,.

#### Les habiletés de motricité et de concentration
L’enfant progresse dans ses capacités motrices et de concentration en pratiquant des activités telles que le traçage, le dessin, la manipulation de crayon ou de pâte à modeler.

#### La connaissance de l’alphabet et la conscience phonologique
La compréhension des symboles se poursuit jusqu’à ce que l’enfant reconnaisse les lettres. Par la suite, il développe sa conscience phonologique en comprenant que les lettres s’assemblent en syllabes pour former des sons,,. Il intègre, finalement, les rimes et les concepts de langage écrit tels que les espacements et la ponctuation.

### Facteurs favorisant son développement
La littératie à la petite enfance s’acquière par les explorations quotidiennes de l’enfant et le jeu. Les deux contextes les plus influents sont les expériences rencontrées dans la famille et dans le service de garde.
La qualité des interactions avec les adultes présents dans l’environnement de l’enfant est un facteur de réussite important,. Les interactions avec l’adulte peuvent prendre la forme d’activités telles que la lecture de livres, le chant de comptines ou la participation à des jeux éducatifs,,.  
La présence de jouets qui correspondent au niveau développemental de l’enfant joue également un rôle dans l’acquisition de compétences nécessaires au développement de la littératie.

#### L'apport des bibliothèques
Par leurs missions de service à la communauté et d’éducation, les bibliothèques peuvent jouer un rôle dans le développement de la littératie à la petite enfance. Elles contribuent à exposer les enfants à de grandes quantités de matériel imprimé et à des opportunités linguistiques significatives essentielles à la réussite en lecture. Elles offrent une collection de livres de qualité, un espace sécuritaire de jeu et une programmation adaptée aux enfants. Ces différentes ressources et activités, guidées par le personnel des bibliothèques, visent à créer un environnement d’apprentissage positif et stimulant.
L'initiative Every Child Ready to Read (everychildreadytoread.org) en est un exemple. Il s’agit d’un programme d’aide au développement de la littéracie à la petite enfance conçu par la Public Library Association et l’Association for Library Service to Children (en). Il a été offert dans certaines bibliothèques publiques aux États-Unis. Les bibliothécaires participants au programme déployaient une multitude d’outils (informations aux parents, outils technologiques, jouets et espace de jeux, programmation d’activités) ayant pour objectif d’aider les parents à offrir de meilleures opportunités d’apprentissages à leurs enfants.
Au Québec, les bibliothèques publiques s’insèrent dans la stratégie 0-8 ans du ministère de l’Éducation et de l’Enseignement supérieur et du ministère de la Famille en contribuant au développement de la littératie chez les enfants et leurs parents grâce à l’élaboration de programmes de littératie familiale. Pour réaliser cette mission, les bibliothèques mettent en place plusieurs activités et ateliers.
Les Ateliers Biblio-Famille (bibliofamille.ca), une collaboration entre l’Association des bibliothèques publiques du Québec (ABPQ) et le Centre d’études interdisciplinaires sur le développement de l’enfant et la famille (CEIDEF) de l’Université du Québec à Trois-Rivières (UQTR), facilitent la création d’activités qui favorisent les pratiques gagnantes au quotidien (lire, chanter et jouer) et contribuent au développement du plein potentiel des tout-petits.
Créée par l’ABPQ, la plateforme en ligne Trouve-Livre (trouvelivre.ca) permet de repérer des ouvrages de qualité et des propositions adéquates pour les tout-petits, choisis par du personnel qualifié. Elle vise à rendre les parents, intervenants et professionnels plus outillés et aptes à faire la lecture, à améliorer leurs compétences numériques et à développer le plaisir de lire chez les enfants.
Plusieurs autres programmes tels que Une naissance un livre (unenaissanceunlivre.ca), Biblio-jeux (bibliojeux.ca) et les heures du conte s’inscrivent dans la Stratégie de littératie familiale pour les bibliothèques publiques du Québec.

## Le rôle des bibliothèques
Les bibliothèques jouent un rôle majeur dans la promotion de l’alphabétisation auprès de la communauté qu’elles desservent, en particulier dans les segments de la population qui ont besoin de soutien pour développer leurs compétences en matière de littératie, notamment les enfants, les personnes immigrantes et les aînés. Elles donnent accès à des informations sur la culture, la société, l’économie et l’histoire en proposant des activités et des ressources pour tous les groupes d’âge.
La littératie est au cœur du rôle social des bibliothèques publiques et de leur mission. L’alphabétisation est l’une des missions centrales du Manifeste de l’UNESCO sur la bibliothèque publique, rédigé à Paris en 1994. Il mentionne que « la bibliothèque publique est une porte locale d’accès à la connaissance » dont « les services sont accessibles à tous, sans distinction d’âge, de race, de sexe, de religion, de nationalité, de langue ou de statut social ».

Objectif 4 : Assurer l’accès de tous à une éducation de qualité, sur un pied d’égalité, et promouvoir les possibilités d’apprentissage tout au long de la vie

En septembre 2015, les États membres des Nations unies ont adopté Transformer notre monde : Le Programme 2030 pour le développement durable, qui comprend dix-sept Objectifs de développement durable (ODD) couvrant le développement économique, environnemental et social. Il vise, entre autres, à créer « une alphabétisation universelle ». La promotion de cette vision est au cœur même du mandat des bibliothèques, notamment par la mise en pratique de l’objectif 4 : « Assurer l’accès de tous à une éducation de qualité, sur un pied d’égalité, et promouvoir les possibilités d’apprentissage tout au long de la vie ». L’ODD 4.6 est centré sur l’alphabétisation : « D’ici à 2030, veiller à ce que tous les jeunes et une proportion considérable d’adultes, hommes et femmes, sachent lire, écrire et compter ». Ainsi, les bibliothèques soutiennent les programmes d’alphabétisation, offrent un espace sûr pour l’apprentissage et aident les chercheurs à réutiliser les recherches et les données pour créer de nouvelles connaissances.